# Ministerium für Landesentwicklung und Wohnen Baden-Württemberg
Das Ministerium für Landesentwicklung und Wohnen Baden-Württemberg ist eines von zwölf Ministerien in der Verwaltung des Landes Baden-Württemberg.

## Leitung
Ministerin ist seit 2021 Nicole Razavi (CDU). Staatssekretärin ist seit 2021 Andrea Lindlohr (Bündnis 90/Die Grünen). Leitender Beamter und Amtschef ist seit Mai 2021 Ministerialdirektor Christian Schneider.

## Geschichte und Aufgaben
Das Ministerium für Landesentwicklung und Wohnen Baden-Württemberg wurde nach der Landtagswahl 2021 neu gegründet und übernahm die Wohnungs-, Bau- und Raumordnungspolitik sowie die Funktion der Obersten Denkmalschutzbehörde vom ehem. Ministerium für Wirtschaft, Arbeit und Wohnungsbau und die Zuständigkeit für Bautechnik vom Ministerium für Umwelt, Klima und Energiewirtschaft.

## Organisation
Das Ministerium gliedert sich in folgende zwei Abteilungen:
- Abteilung 1 – Landesentwicklung, Regionalplanung und Geoinformation
- Abteilung 2 – Wohnen, Städtebau, Baurecht, Denkmalpflege

Es gibt eine „Stabsstelle Interne Dienste/Steuerung/Grundsatz“, welche die Zentralabteilung ersetzt.